# Maraimalainagar
Maraimalainagar (o Maraimalai Nagar) è una suddivisione dell'India, classificata come town panchayat, di 48.449 abitanti, situata nel distretto di Kanchipuram, nello stato federato del Tamil Nadu. In base al numero di abitanti la città rientra nella classe III (da 20.000 a 49.999 persone).

## Geografia fisica
La città è situata a 12° 43' 23 N e 79° 58' 51 E.

## Società

### Evoluzione demografica
Al censimento del 2001 la popolazione di Maraimalainagar assommava a 48.449 persone, delle quali 25.282 maschi e 23.167 femmine. I bambini di età inferiore o uguale ai sei anni assommavano a 5.437, dei quali 2.761 maschi e 2.676 femmine. Infine, coloro che erano in grado di saper almeno leggere e scrivere erano 34.978, dei quali 20.106 maschi e 14.872 femmine.